# Poney tacheté britannique
Le poney tacheté britannique (anglais : British Spotted Pony) est une race de poneys britannique, caractérisée par sa robe tachetée. Destiné tant à la selle qu'à l'attelage, il est plutôt rare.

## Histoire
Les poneys tachetés britanniques sont influencés par divers poneys celtes, et n'ont pas d'origines Appaloosa. Des poneys à la robe tachetée sont en effet présents parmi diverses populations anciennes de poneys britanniques. Des illustrations britanniques datées de la Première croisade démontrent l'existence de tels animaux dès le Moyen Âge. Cependant, les lois promulguées durant la période des Tudor ont vraisemblablement conduit à une réduction drastique du nombre de poneys tachetés sur le territoire britannique. Des animaux sont vraisemblablement préservés au Pays de Galles et dans le Sud-ouest de la Grande-Bretagne. Il semble que la reine Victoria ait possédé un poney tacheté d'attelage au milieu du XIXe siècle.
Un premier registre généalogique est créé en 1946, dans le but de préserver la race. Les années suivantes, ces poneys sont massivement exportés vers différents pays, tels que les États-Unis, les Pays-Bas, l'Allemagne et l'Australie. Il en résulte une baisse des effectifs.
En 1976, en concertation avec l'Appaloosa Horse Club américain, les poneys sont exclus du stud-book de l'Appaloosa britannique, menant à la création d'un registre séparé pour le poney tacheté britannique.

## Description
Considérés comme des poneys, ils doivent mesurer moins de 1,47 m pour être admis dans le stud-book du British Spotted Pony. Il n'y a pas de limite de taille inférieure. 
Ces animaux sont caractérisés par leur taille réduite, et leur robe tachetée,, comportant les sabots striés, la peau marbrée, et la sclérotique apparente de l’œil. D'après Hendricks (université de l'Oklahoma), le modèle le plus commun est un type cob d'environ 1,42 m. 
Un test de performances monté et attelé spécifique à la race est organisé chaque année. Le registre généalogique reste ouvert, des poneys tachetés de toute origine pouvant y être inclus sur inspection, y compris vétérinaire.

## Utilisations
La race est destinée aussi bien à l'équitation qu'à l'attelage.

## Diffusion de l'élevage
Le poney tacheté britannique est considéré comme rare, mais la base de données DAD-IS n'indique pas de niveau de menace ni de relevé d'effectifs. L'étude menée par l'Université d'Uppsala et publiée en août 2010 pour la FAO signale le « English Spotted Pony » comme une race locale européenne dont le niveau de menace est inconnu. Par ailleurs, l'ouvrage Equine Science (4e édition de 2012) le classe parmi les races de poneys peu connues au niveau international.